# 乔穆汉
乔穆汉（Chaumuhan），是印度北方邦Mathura县的一个城镇。总人口9881（2001年）。

## 人口
该地2001年总人口9881人，其中男性5357人，女性4524人；0—6岁人口1972人，其中男1034人，女938人；识字率46.87%，其中男性为59.42%，女性为32.01%。